# Were Di
Were Di vzw (littéralement : « Défends-toi ») était une association d'inspiration nationaliste flamande et pan-thioise.
L'association a été fondée en 1963 et dissoute en 2007. Le magazine Dietsland Europa, fondé en 1956, est devenu le magazine mensuel de Were Di. Karel Dillen en était le rédacteur en chef et, de 1965 à 1975, est devenu président de Were Di. Les archives Were Di sont conservées par le Centre d'archives et de documentation du nationalisme flamand.